# Лукиенко, Анатолий Евгеньевич
Анатолий Евгеньевич Лукиенко (род. 3 марта 1963 года, Ростов-на-Дону, РСФСР, СССР) — российский политический и государственный деятель. Глава городского округа Сызрань с 14 октября 2021 года по 14 августа 2024 года.

## Биография
Анатолий Евгеньевич Лукиенко родился 3 марта 1963 года в городе Ростов-на-Дону. Окончил Донской государственный аграрный университет. В период с 1991 по 1992 годы стажировался в Германии. С 1986 по 2009 годы работал в сельскохозяйственной и промышленной сфере.
В 2012-2015 годах руководил управлением земельных отношений минсельхоза Ростовской области. В 2016 году работал заместителем директора Региональной корпорации развития Ростовской области. Корпорация контролируется правительством, в её ведении находятся промышленные кластеры и социальные проекты.
С 13 ноября 2020 года Анатолий Лукиенко работал в должности заместителя мэра Сызрани по общественной безопасности и контрольной деятельности. После отставки предыдущего главы города, он был назначен исполняющим обязанности. 14 октября 2021 года, Лукиенко был избран главой городского округа Сызрань.
14 августа 2024 года, глава Сызрани заявил о своей отставке в связи с переходом на новое место работы

## Отставка
14 августа, Анатолий Лукиенко обратился на своей странице Вконтакте. Где заявил об отставке по собственному желанию в связи с переходом на новое место работы, Анатолий Евгеньевич поблагодарил жителей Сызрани за поддержку и активное участие в жизни города.